# Pokšenga
La Pokšenga (in russo Покшенга) è un fiume della Russia europea settentrionale, affluente di sinistra del fiume Pinega. Scorre nell'Oblast' di Arcangelo, nei rajon Vinogradovskij e Pinežskij.
Il fiume ha la sua sorgente nell'estremo sud-ovest del distretto di Pinežskij a tre chilometri dal confine con il distretto di Vinogradovskij. Scorre inizialmente in direzione nord-ovest poi gira a nord-est e si muove in questa direzione per il resto del percorso segnando per un lungo tratto il confine tra i due distretti. Le rive del fiume sono piuttosto deserte e spopolate, qualche piccolo insediamento si trova solo nel tratto inferiore. Sfocia nella Pinega a 269 km dalla foce. Ha una lunghezza di 170 km, il suo bacino è di 4 960 km².
I maggiori affluenti sono: Ochtoma (lungo 81 km) proveniente dalla sinistra idrografica,  Pil'men'ga (96 km) e Šetogorka (81 km) dalla destra. Gela dalla fine di ottobre - novembre, sino a fine di aprile - maggio.